# Райс, Глен
Глен Энтони Райс (англ. Glen Anthony Rice, родился 28 мая 1967 года, Флинт, штат Мичиган, США) — американский профессиональный баскетболист, выступавший в Национальной баскетбольной ассоциации. За свою 15-летнюю карьеру в НБА реализовал 1559 трёхочковых бросков, что является 21 показателем в истории НБА. Чемпион NCAA и НБА, трижды участвовал в матче всех звёзд НБА, а в 1997 году был признан его самым ценным игроком.

## Карьера в университете
Райс играл в студенческой баскетбольной команде «Мичиган Вулверинс», представляющей Мичиганский университет в течение четырех сезонов (1985—1989). Он стал лучшим бомбардиром университета за все время, набрав 2442 очка. В 1989 году он помог Мичиганскому университету одержать победу в Мужском баскетбольном турнире первого дивизиона NCAA, набрав рекордные для NCAA 184 очка в турнире, что до сих пор является рекордом. Райс был признан самым выдающимся игроком турнира и вошел во вторую команду мужской баскетбольной всеамериканской сборной NCAA, набирая в среднем 25,6 очков за сезон, при этом забивая 58 % с игры и 52 % с трехочковой зоны.

## Карьера в НБА
Райс был выбран под 4 общим номером на драфте НБА 1989 года клубом «Майами Хит». «Хит» вместе с «Шарлотт Хорнетс» присоединились к НБА сезоном ранее и клуб из Майами в своем дебютном сезоне занял последнее место лиге. В своем дебютном сезоне Райс в среднем за игру набирал 13,6 очков. С его помощью «Хит» смогли впервые выйти в плей-офф, где уступили в первом раунде «Чикаго Буллз». В сезоне 1991/92 Райс в среднем набирал более 20 очков за игру. Сезон 1991/92 годов стал прорывным для Райса и «Хит», так как команда одержала 38 побед, и в ней появились другие молодые игроки, такие как Стив Смит и Брайан Шоу. К этому времени Райс стал ведущим бомбардиром команды и набирал в среднем 22,3 очка за игру при 155 трехочковых бросков с игры (второе место в лиге), что привело «Хит» к первой серии плей-офф, в которой молодая команда уступила действующему чемпиону «Чикаго Буллз».
В сезоне 1994/95 Райс набирала в среднем 22,3 очка за игру (10-е место в лиге) и совершал 185 трехочковых бросков (6-е место в лиге).
За несколько дней до начала сезона 1995/96 годов недавно нанятый тренер (генеральный менеджер) Пэт Райли организовал обмен, отправив Глена Райса и Метт Гейгора в «Шарлотт Хорнетс» в обмен на Алонзо Моурнинга. Райс играл в паре с результативным форвардом Ларри Джонсоном, и благодаря им команда одержала 41 победу. Райс лидировал в команде по количеству очков, набирая 21,6 очко за игру, и лидировал по количеству трехочковых бросков (171) и проценту попадания трехочковых (42 %). В сезоне 1996/97 годов Райс набирал в среднем 26,8 очков за игру в течение сезона, став третьим в лиге по результативности и лидируя в лиге по трехочковым броскам (47 %) и количеству сыгранных минут. Благодаря своей результативной игре, он второй год подряд участвовал в Матче всех звёзд НБА, а на игре матча всех звёзд 1997 года он установил индивидуальный рекорд игры матча всех звёзд НБА — 20 очков в третьей четверти и 24 очка во второй половине, набрав в итоге 26 очков за игру. Его результативность 8-11, включая 4-5 трехочковых бросков, и 20 очков в третьей четверти побили рекорд защитника «Филадельфии Севенти Сиксерс» Хэла Грира (19), установленный в 1968 году. Набрав 24 очка за половину игры, Райс превзошел предыдущий рекорд в 23 очка, принадлежавший Уилту Чемберлену и Тому Чамберсу. Выступление Райса включено в список 57 памятных моментов всех звезд НБА. Его выступление помогло Восточной конференции выиграть игру, а Райс выигрывает звание «MVP». «Хорнетс» выиграли 54 игры и вышли в плей-офф 1997 года, где в первом раунде проиграли «Нью-Йорк Никс» со счетом 3-0.
Сезон 1998/99 начался поздно и продлился всего 50 игр из-за локаута в лиге, и 10 марта 1999 года «Хорнетс» обменяли Райса в «Лос-Анджелес Лейкерс». Тренер Коуэнс ушел в отставку, Энтони Мейсон выбыл на год, Райс возвращался после травмы локтя, которую ему пришлось оперировать, а у владельца команды были юридические проблемы. В результате сделки с «Лейкерс» Райс стал третьим бомбардиром после Шакила О’Нила и Коби Брайанта — трио, которое, по замыслу генерального менеджера «Лейкерс» Джерри Уэста, должно было принести «Лос-Анджелесу» ещё одну победу в чемпионате НБА. «Лейкерс» проиграли «Сан-Антонио Спёрс» в плей-офф 1999 года, но Райс набирал в среднем 18 очков за игру.
Перед сезоном 1999—2000 годов «Лейкерс» наняли главного тренера Фила Джексона, который выиграл 6 чемпионатов НБА с командой «Чикаго Буллз», в которой играли Майкл Джордан и Скотти Пиппен. «Лейкерс» также приобрели таких ветеранов, как Рон Харпер, Эй Си Грин, а также бывших партнеров Райса по команде «Майами» Джона Сэлли и Брайана Шоу. Благодаря игре О’Нила, который стал обладателем трофея Мориса Подолоффа, как самый ценный игрок (MVP) сезона 1999-00, и Брайанту, игравшего в составе Сборной всех звёзд НБА, «Лейкерс» выиграли 67 игр и заняли первое место в Западной конференции. Райс играл в 80 играх и набирал в среднем 15,9 очков.
В плей-офф 2000 года Райс набирал в среднем 12,4 очков за игру. «Лейкерс» победили «Сакраменто Кингз», «Финикс Санз» и «Портленд Трэйл Блэйзерс» в первых трех раундах плей-офф на пути к выходу в финал НБА 2000 года, где сыграли с «Индиана Пэйсерс». Во второй игре финала Брайант получил травму лодыжки, и Райс набрал 21 очко, благодаря чему «Лейкерс» вели в серии со счетом 2-0. Райс набирал в среднем 11,5 очков за игру в течение серии, в том числе 16 очков за 3 броска с трехочковой дистанции в 6-й игре, когда «Лейкерс» победили «Пэйсерс» со счетом 4:2 и принесли Райсу его первый и единственный чемпионский титул НБА.
Хотя «Лейкерс» выиграли чемпионат, за кулисами развернулась драма между Райсом, главным тренером Филом Джексоном и генеральным директором Джерри Уэстом. Сообщалось, что Райс был расстроен, когда «Лейкерс» воспользовались опционом на 7 миллионов долларов на 1999—2000 годы вместо того, чтобы позволить ему стать свободным агентом. В результате Райса обменяли в «Нью-Йорк Никс».
В «Нью-Йорке» Райс возьмет на себя роль шестого игрока в команде. В сезоне 2000-01 он сыграл в 72 играх, набирая в среднем 12 очков за игру. Райс выходил в стартовом составе 25 раз, набирая в среднем 14,2 очков и 5,2 подборов в этих играх, и 9 раз становился лидером «Никс» по набранным очкам. Он занимает 145-е место среди всех игроков НБА по количеству перехватов за карьеру (958). За «Никс» он играл всего один год, так как его беспокоила травма стопы (плантарный фасциит) и не смог найти место в «Нью-Йорке» после Аллана Хьюстона и Лэтрелла Спрюэлла. После сезона, в котором «Никс» проиграли «Торонто Рэпторс» в пяти матчах в первом раунде плей-офф 2001 года, его в конечном итоге обменяли в «Хьюстон Рокетс» на Шендона Андерсона.
Поскольку Райс все еще шел на поправку, восстанавливаясь после травмы стопы, он провел всего 20 игр в сезоне 2001-02. В следующем году ему удалось сыграть в 62 играх, в 26 матчах он выступал в стартовом составе, в среднем он набирал 9 очков за игру. После сезона 2003 года его обменяли в «Юта Джаз» на Джона Амаечи, но затем подписал контракт с «Лос-Анджелес Клипперс».
Травма колена (частичный разрыв сухожилия) окончательно подорвала и завершила карьеру Райса. В своем последнем сезоне в составе «Клипперс» он стал 48-м игроком в истории НБА, набравшим 18 000 очков за карьеру. 18 февраля 2004 года в матче против «Лейкерс» он завершил карьеру, сыграв всего 18 игр.
За 1000 игр в НБА его средняя результативность составила 18,3 очка за игру и 4,4 подбора.

## Статистика

### Статистика в НБА
| Сезон                                                                                    | Команда  | Регулярный сезон | Регулярный сезон | Регулярный сезон | Регулярный сезон | Регулярный сезон | Регулярный сезон | Регулярный сезон | Регулярный сезон | Регулярный сезон | Регулярный сезон | Регулярный сезон | Серия плей-офф | Серия плей-офф | Серия плей-офф | Серия плей-офф | Серия плей-офф | Серия плей-офф | Серия плей-офф | Серия плей-офф | Серия плей-офф | Серия плей-офф | Серия плей-офф |
| Сезон                                                                                    | Команда  | GP               | GS               | MPG              | FG%              | 3P%              | FT%              | RPG              | APG              | SPG              | BPG              | PPG              | GP             | GS             | MPG            | FG%            | 3P%            | FT%            | RPG            | APG            | SPG            | BPG            | PPG            |
| ---------------------------------------------------------------------------------------- | -------- | ---------------- | ---------------- | ---------------- | ---------------- | ---------------- | ---------------- | ---------------- | ---------------- | ---------------- | ---------------- | ---------------- | -------------- | -------------- | -------------- | -------------- | -------------- | -------------- | -------------- | -------------- | -------------- | -------------- | -------------- |
| 1989/90                                                                                  | Майами   | 77               | 60               | 30,0             | 43,9             | 24,6             | 73,4             | 4,6              | 1,8              | 0,9              | 0,4              | 13,6             | Не участвовал  | Не участвовал  | Не участвовал  | Не участвовал  | Не участвовал  | Не участвовал  | Не участвовал  | Не участвовал  | Не участвовал  | Не участвовал  | Не участвовал  |
| 1990/91                                                                                  | Майами   | 77               | 77               | 34,4             | 46,1             | 38,6             | 81,8             | 4,9              | 2,5              | 1,3              | 0,3              | 17,4             | Не участвовал  | Не участвовал  | Не участвовал  | Не участвовал  | Не участвовал  | Не участвовал  | Не участвовал  | Не участвовал  | Не участвовал  | Не участвовал  | Не участвовал  |
| 1991/92                                                                                  | Майами   | 79               | 79               | 38,1             | 46,9             | 39,1             | 83,6             | 5,0              | 2,3              | 1,1              | 0,4              | 22,3             | 3              | 3              | 39,7           | 37,5           | 25,0           | 85,7           | 3,3            | 1,7            | 0,7            | 0,0            | 19,0           |
| 1992/93                                                                                  | Майами   | 82               | 82               | 37,6             | 44,0             | 38,3             | 82,0             | 5,2              | 2,2              | 1,1              | 0,3              | 19,0             | Не участвовал  | Не участвовал  | Не участвовал  | Не участвовал  | Не участвовал  | Не участвовал  | Не участвовал  | Не участвовал  | Не участвовал  | Не участвовал  | Не участвовал  |
| 1993/94                                                                                  | Майами   | 81               | 81               | 37,0             | 46,7             | 38,2             | 88,0             | 5,4              | 2,3              | 1,4              | 0,4              | 21,1             | 5              | 5              | 39,0           | 38,2           | 30,4           | 75,0           | 7,2            | 2,0            | 2,2            | 0,4            | 13,0           |
| 1994/95                                                                                  | Майами   | 82               | 82               | 36,8             | 47,5             | 41,0             | 85,5             | 4,6              | 2,3              | 1,4              | 0,2              | 22,3             | Не участвовал  | Не участвовал  | Не участвовал  | Не участвовал  | Не участвовал  | Не участвовал  | Не участвовал  | Не участвовал  | Не участвовал  | Не участвовал  | Не участвовал  |
| 1995/96                                                                                  | Шарлотт  | 79               | 79               | 39,8             | 47,1             | 42,4             | 83,7             | 4,8              | 2,9              | 1,2              | 0,2              | 21,6             | Не участвовал  | Не участвовал  | Не участвовал  | Не участвовал  | Не участвовал  | Не участвовал  | Не участвовал  | Не участвовал  | Не участвовал  | Не участвовал  | Не участвовал  |
| 1996/97                                                                                  | Шарлотт  | 79               | 78               | 42,6             | 47,7             | 47,0             | 86,7             | 4,0              | 2,0              | 0,9              | 0,3              | 26,8             | 3              | 3              | 45,7           | 49,1           | 37,5           | 91,3           | 3,7            | 3,7            | 1,3            | 0,3            | 27,7           |
| 1997/98                                                                                  | Шарлотт  | 82               | 82               | 40,2             | 45,7             | 43,3             | 84,9             | 4,3              | 2,2              | 0,9              | 0,3              | 22,3             | 9              | 9              | 41,0           | 47,4           | 30,6           | 83,3           | 5,7            | 1,4            | 0,6            | 0,3            | 22,8           |
| 1998/99                                                                                  | Лейкерс  | 27               | 25               | 36,5             | 43,2             | 39,3             | 85,6             | 3,7              | 2,6              | 0,6              | 0,2              | 17,5             | 7              | 7              | 43,9           | 44,6           | 35,7           | 96,6           | 3,9            | 1,6            | 0,7            | 0,1            | 18,3           |
| 1999/00                                                                                  | Лейкерс  | 80               | 80               | 31,6             | 43,0             | 36,7             | 87,4             | 4,1              | 2,2              | 0,6              | 0,2              | 15,9             | 23             | 23             | 33,3           | 40,8           | 41,8           | 79,8           | 4,0            | 2,1            | 0,7            | 0,2            | 12,4           |
| 2000/01                                                                                  | Нью-Йорк | 75               | 25               | 29,5             | 44,0             | 38,9             | 85,2             | 4,1              | 1,2              | 0,5              | 0,2              | 12,0             | 5              | 0              | 28,8           | 46,2           | 42,9           | 87,5           | 4,4            | 0,6            | 0,6            | 0,2            | 12,2           |
| 2001/02                                                                                  | Хьюстон  | 20               | 20               | 30,3             | 38,9             | 28,1             | 80,0             | 2,4              | 1,6              | 0,6              | 0,2              | 8,6              | Не участвовал  | Не участвовал  | Не участвовал  | Не участвовал  | Не участвовал  | Не участвовал  | Не участвовал  | Не участвовал  | Не участвовал  | Не участвовал  | Не участвовал  |
| 2002/03                                                                                  | Хьюстон  | 62               | 26               | 24,7             | 42,9             | 39,8             | 75,9             | 2,5              | 1,0              | 0,4              | 0,1              | 9,0              | Не участвовал  | Не участвовал  | Не участвовал  | Не участвовал  | Не участвовал  | Не участвовал  | Не участвовал  | Не участвовал  | Не участвовал  | Не участвовал  | Не участвовал  |
| 2003/04                                                                                  | Клипперс | 18               | 0                | 14,6             | 28,9             | 17,9             | 100,0            | 2,3              | 1,3              | 0,3              | 0,0              | 3,7              | Не участвовал  | Не участвовал  | Не участвовал  | Не участвовал  | Не участвовал  | Не участвовал  | Не участвовал  | Не участвовал  | Не участвовал  | Не участвовал  | Не участвовал  |
|                                                                                          | Всего    | 1000             | 876              | 35,0             | 45,6             | 40,0             | 84,6             | 4,4              | 2,1              | 1,0              | 0,3              | 18,3             | 55             | 50             | 37,0           | 43,3           | 36,2           | 84,5           | 4,5            | 1,8            | 0,8            | 0,2            | 16,1           |
| Наведите курсор мыши на аббревиатуры в заголовке таблицы, чтобы прочесть их расшифровку. |          |                  |                  |                  |                  |                  |                  |                  |                  |                  |                  |                  |                |                |                |                |                |                |                |                |                |                |                |